# Стабрукский рынок
Стабрукский рынок (англ. Stabroek Market) — большой рынок, расположенный в Джорджтауне, столице Гайаны.

## Строительство

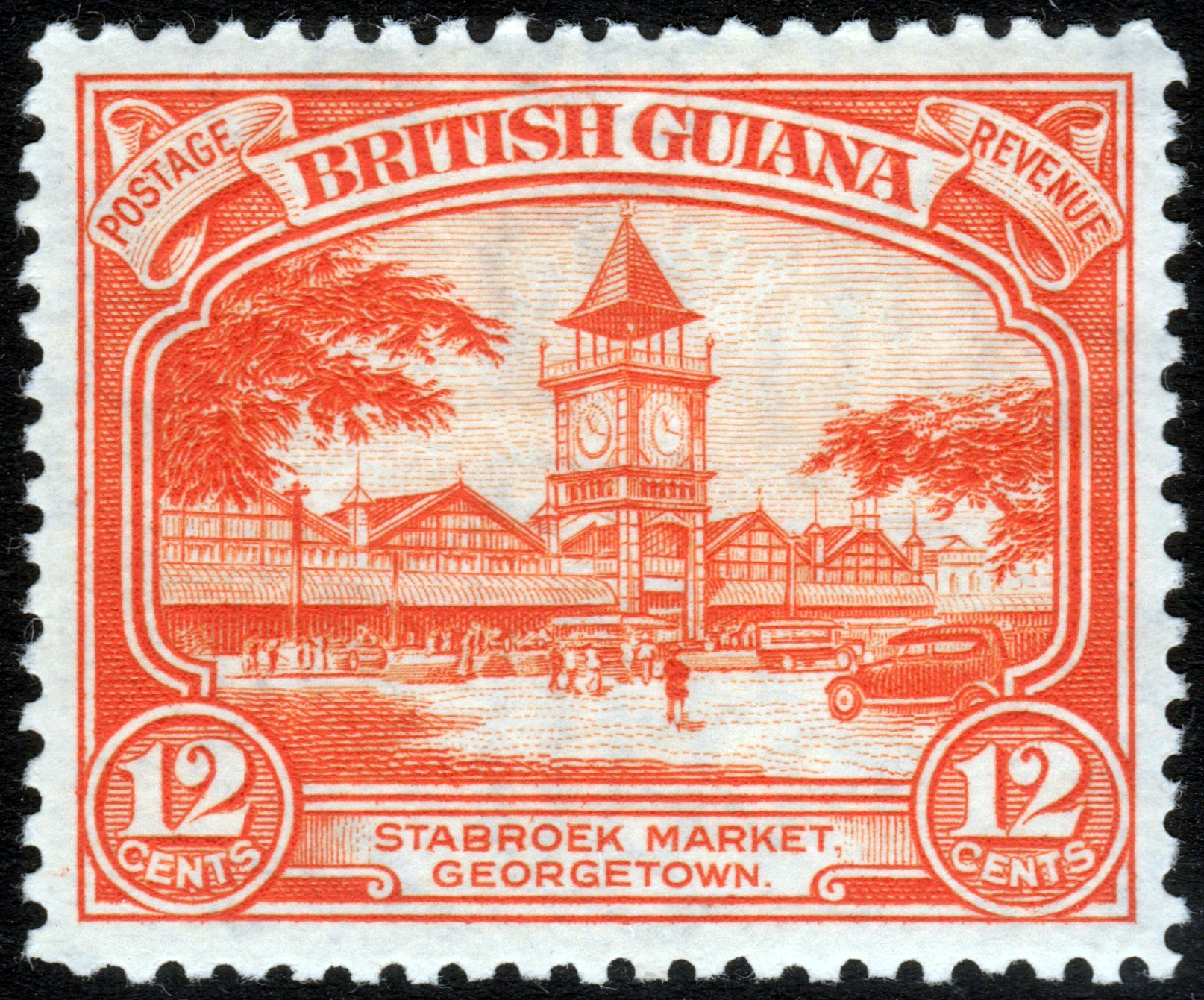
Стабрукский рынок на почтовой марке Британской Гвианы в 1934 году, дизайнером стал Леонард Фрайер.

В 1842 году городской совет Джорджтауна определил текущее местоположение рынка на «Water Street», хотя тот уже достаточно долго фактически функционировал на этой площади. Рынок был спроектирован и построен компанией «Edgemoor Iron Company» из американского штата Делавэр в период с 1880 по 1881 год. 
Строительство железной и стальной конструкции рынка было завершено в 1881 году и, возможно, рынок является старейшим сооружением, которое до сих пор используется в городе. Проект разработан американским инженером Натаниэлем Маккеем, на рынке предлагался широкий ассортимент товаров для продажи. Рынок занимает площадь около 7000 м². Хотя конкретный архитектурный стиль не определён, железная структура и крупная башня с часами напоминают викторианскую эпоху Великобритании.

## Рынок
Старбрукский рынок является самым оживлённым местом в городе, здесь всегда кипит жизнь и активность. Центр сбора для стоянки такси и микроавтобусов, а также для паромов, которые перевозят людей и товары из всех городов и деревень вдоль реки Демерара. Крупнейший рынок Гайаны, где продаётся широкий спектр товаров от ювелирных изделий до одежды. Старбрукский рынок является одной из главных достопримечательностей Джорджтауна и Гайаны.

## Преступность
Старбрукский рынок, как правило, не является территорией с высоким уровнем преступности, но грабежи случаются время от времени. В 2011 году в результате взрыва гранаты на рынке погиб один человек и несколько других получили ранения.